# Осінська Валентина Василівна
Валентина Василівна Осінська (1 вересня 1950, село Сенігів, тепер Шепетівського району Хмельницької області) — українська радянська діячка, новатор сільськогосподарського виробництва, доярка колгоспу імені Дзержинського Шепетівського району Хмельницької області. Депутат Верховної Ради УРСР 10-го скликання. 

## Біографія
Народилася в селянській родині. Закінчила Рилівську восьмирічну школу Шепетівського району Хмельницької області.
З 1968 року — помічник бухгалтера, з 1971 року — доярка сенігівської ферми колгоспу імені Дзержинського Шепетівського району Хмельницької області. Досягала високих надоїв молока, перевиконувала виробничі норми.
Освіта середня спеціальна.
Потім — на пенсії в селі Сенігів Шепетівського району.

## Нагороди та відзнаки
- медалі